# ゴシックパーティー
「ゴシックパーティー」は、2004年10月にリリースされた彩冷えるの通算2枚目のシングルである。発売元はSPEED DISK。

## 解説
2000枚限定発売シングル。

## 収録曲
1. ゴシックパーティー スピードセッション
  - 作詞・作曲：涼平
  - 楽曲自体は涼平が彩冷える以前に在籍していたバンド雛罠で発表したものを再録したものである。
2. マゾチ（三月に見た夢の再構成）
  - 作詞・作曲：涼平
  - 後に涼平は、アヤビエ脱退後に結成したバンドメガマソでこの曲を大幅にリメイクした楽曲「伍式融天マゾチー」を発表している。
3. 南極
  - 作詞・作曲：涼平
  - 後に葵&涼平 incl.アヤビエメガマソのシングル「モノクローム」のエイベックス通常盤CDに再録されている。